# The Bitmap Brothers
The Bitmap Brothers, spesso abbreviata Bitmap Bros, è stata una software house britannica fondata nel 1987, dedita allo sviluppo di videogiochi. Fino ai primi anni '90 è stato uno dei gruppi britannici di maggior successo internazionale, specialmente sui computer a 16 bit.
Il titolo più notevole dell'azienda, ma certo non l'unico, è probabilmente Speedball 2: Brutal Deluxe.
Nel corso della sua storia la compagnia ha realizzato giochi di svariati generi, fino a cessare lo sviluppo di titoli originali nei primi anni 2000.

## Storia

### Origini
The Bitmap Brothers ("i fratelli bitmap") venne fondata da Steve Kelly, Eric Matthews e Mike Montgomery, già professionisti dal settore videoludico. Montgomery era in precedenza direttore del marketing alla Leisure Genius, editrice specializzata in versioni videoludiche di giochi da tavolo. Kelly lavorava alla Psion Publishing, dove sviluppò Computer Scrabble per la Leisure e di conseguenza si recò più volte alla sede della Leisure. Montgomery e Kelly lavorarono poi con Matthews nel 1986 per le conversioni Amiga e Atari ST di QL Karate. I tre divennero amici e in particolare si trovarono d'accordo sul fatto che l'industria videoludica fosse dominata dagli editori, mentre gli sviluppatori spesso erano a malapena citati. Decisero allora di lasciare le rispettive aziende nel 1987 per fondare una propria compagnia, dove tra l'altro avrebbero dato un'inedita importanza alla promozione pubblica dei propri sviluppatori.
Inizialmente il gruppo lavorava da casa, incontrandosi dal vivo solo settimanalmente in un pub di Londra. Solo dopo aver completato il primo videogioco si decise di aprire un ufficio a Wapping, nella parte est di Londra. Per oltre un anno ci furono molte spese e nessun introito, anche per l'intento di proporre fin dalla prima uscita un marchio di sviluppatori ben pubblicizzato. Molto presto infatti venne assunto personale per le pubbliche relazioni e realizzate fotografie accattivanti del gruppo per le riviste.

### Successo
Una costante dei giochi della società, nei primi anni di attività, è la particolare cura dell'aspetto grafico e sonoro, che portò al successo molti titoli, anche non particolarmente originali nel design: la serie di Xenon, la serie di Speedball, Cadaver, Gods.
Il primo gioco Bitmap Brothers è stato lo sparatutto Xenon, e quando uscì nel 1988 giustificò la propaganda fatta e fu un grande successo di critica e di pubblico. Con qualità di livello arcade, Xenon ebbe impatto significativo anche nel mostrare le potenzialità della piattaforma Amiga, all'epoca ancora sottoutilizzata.
Dopo l'ottimo debutto, c'erano grandi aspettative sulla Bitmap Brothers. Un editore aveva già commissionato un videogioco di tennis, ma poi si ritirò dal progetto. Il lavoro fatto venne riutilizzato con la collaborazione di Mark Coleman, rinomato grafico, nel successivo Speedball, un gioco sportivo futuristico e violento uscito nel 1988. I primi due titoli dell'azienda erano molto diversi tra loro, ma già la resero rinomata per la grafica eccezionalmente curata e lo scorrimento fluido dei suoi giochi.
Nel 1989 la Bitmap aveva raggiunto il massimo del successo. In quel periodo Steve Kelly era responsabile della programmazione per Atari ST (sue le versioni originali di Xenon e Speedball), Eric Matthews aveva il ruolo di grafico, produttore e portavoce dell'azienda, e Mike Montgomery curava la programmazione per Amiga e PC. Il gruppo venne nominato "programmatori dell'anno" sui computer a 16 bit ai Golden Joystick Awards 1989.
Il terzo titolo fu il seguito Xenon 2: Megablast (1989), progettato dalla Bitmap ma poi affidato per lo sviluppo alla The Assembly Line, che aveva dimostrato di avere talento analogo. Oltre alla consueta ottima fattura grafica, stavolta Xenon 2 fu molto notevole anche sul fronte dell'audio, grazie a una collaborazione della Bitmap con l'etichetta discografica Rhythm King. Venne utilizzato il brano di successo Megablast di Tim Simenon dei Bomb the Bass, che collaborò con Eric Matthews e David Whittaker per realizzare le musiche su Amiga. Xenon 2 fu un altro titolo di grande popolarità.
Nel 1990 uscì il seguito Speedball 2: Brutal Deluxe, che oltre a migliorare ulteriormente le qualità del predecessore aggiunge una componente manageriale. Se Speedball era stato un discreto successo, Speedball 2 fu un successo grandioso ed era il più spettacolare videogioco di sport futuristico mai prodotto fino ad allora. È il titolo più prolifico della Bitmap; nel tempo è stato adattato ad almeno 13 piattaforme e ha avuto svariati seguiti e rifacimenti.
La Bitmap Brothers sviluppava ma non pubblicava i giochi; in particolare aveva preso molti accordi con la Mirrorsoft e fatto uscire diverse edizioni dei giochi con la sua etichetta Image Works, finché nel 1990, sempre in collaborazione con la Rhythm King Records, fondò un proprio editore, la Renegade Software. Questa pubblicava sia i giochi della Bitmap, sia giochi di altri sviluppatori indipendenti. Come la Bitmap, anche Martin Heath della Rhythm King dichiarava il proprio intento di dare ai programmatori il meritato riconoscimento, analogamente agli artisti musicali.
Il primo gioco della Bitmap pubblicato dalla Renegade fu Gods (1991), seguito da altri classici come The Chaos Engine (1993) e Z (1996). Gods è un platform mitologico, The Chaos Engine uno sparatutto dall'alto di stampo militare; entrambi erano finemente realizzati, arricchivano il rispettivo genere e divennero titoli di primo piano.
Z, debutto della Bitmap nel genere della strategia in tempo reale, con eserciti di robot, richiese oltre quattro anni di sviluppo. In quel periodo il CD-ROM si stava affermando come principale formato per PC, e ciò costrinse a rivedere a aggiornare il progetto di Z in corso d'opera. Fu comunque un ottimo successo e nel suo formato originale è il gioco della Bitmap che ha venduto di più.

### Declino
Z mostrò la capacità della Bitmap di cimentarsi efficacemente con un genere molto diverso dal solito, ma si può dire che fu l'ultimo grande titolo dell'azienda. In seguito quasi cessò lo sviluppo di nuove proprietà intellettuali. Bitmap Brothers si dedicò infine a produzioni antologiche, riproponendo nuovi adattamenti dei propri classici; in questo modo però il marchio perse di interesse e finì ai margini del settore.
L'ultima grossa produzione fu World War II: Frontline Command (2003), che inizialmente doveva essere una collaborazione con Codemasters, poi fallita. Poco tempo dopo Bitmap finì per occuparsi della conversione per PC di tre giochi della Namco.
Attorno al 2007 Mike Montgomery era ancora a capo della Bitmap Brothers, ma con una squadra molto ridimensionata.
Tra i vari adattamenti di classici, anche opera di altre aziende, sono uscite una versione di Speedball 2 su Xbox Live Arcade con contenuti extra (2007), versioni mobili di Z (2011), il remake Speedball 2: Evolution (2012), The Chaos Engine per PC/Mac/Linux (2013), Gods Remastered per Xbox One (2018).
Il cofondatore Eric Matthews lasciò la Bitmap dopo il design del seguito Z: Steel Soldiers (2001) e assunse ruoli importanti alla Sony Interactive Entertainment Europe.
Il cofondatore Mike Montgomery ha mantenuto a lungo i diritti sui giochi Bitmap e ha supervisionato vari remake. Nel 2004 fondò la Tower Studios insieme a John Phillips, direttore tecnico della Bitmap dal 1991, e a Jon Hare; questi ne divenne il solo gestore nel 2009 e da allora Montgomery lavorò come consulente.
Il cofondatore Steve Kelly lasciò poco dopo aver partecipato alla programmazione di Z: Steel Soldiers e sembra essere uscito dal settore videogiochi.
Nel 2019 il marchio e i diritti della The Bitmap Brothers sono stati acquisiti dalla Rebellion Developments.

## Videogiochi
| Videogioco                      | Data pubblicazione | Piattaforme | Genere                      |
| ------------------------------- | ------------------ | --- | --------------------------- |
| Cadaver                         | 1990               | Amiga, Atari ST, MS-DOS, Acorn Archimedes | Avventura dinamica          |
| The Chaos Engine                | 1993               | Amiga, Atari ST, Amiga CD32, MS-DOS, RISC OS, Sega Mega Drive, Super Nintendo, telefono cellulare                                                              | Sparatutto a scorrimento    |
| The Chaos Engine 2              | 1996               | Amiga | Sparatutto a scorrimento    |
| Dead to Rights                  | 2003               | Microsoft Windows (conversione) | Sparatutto in terza persona |
| Gods                            | 1991               | Amiga, Atari ST, MS-DOS, Acorn Archimedes, Mega Drive, Super Nintendo, NEC PC-9801                                                                             | Piattaforme                 |
| Kill Switch                     | 2004               | Microsoft Windows (conversione) | Sparatutto in terza persona |
| Magic Pockets                   | 1991               | Amiga, Atari ST, MS-DOS, Acorn Archimedes | Piattaforme                 |
| Pac-Man World 2                 | 2004               | Microsoft Windows (conversione) | Piattaforme                 |
| Speedball                       | 1988               | Amiga, Atari ST, Commodore 64, MS-DOS, Master System | Sport                       |
| Speedball 2: Brutal Deluxe      | 1990               | Amiga, Atari ST, Commodore 64, MS-DOS, Master System, Amiga CD32, Game Boy, Game Boy Advance, Mega Drive, Master System, Windows Mobile, Acorn Archimedes, iOS | Sport                       |
| Speedball 2100                  | 2000               | PlayStation | Sport                       |
| World War II: Frontline Command | 2003               | Microsoft Windows | Strategia                   |
| Xenon                           | 1988               | Amiga, Amstrad CPC, Commodore 64, Atari ST, MSX, MS-DOS, ZX Spectrum                                                                                           | Sparatutto a scorrimento    |
| Xenon 2: Megablast              | 1989               | Amiga, Mega Drive, Master System, Atari ST, Acorn Archimedes, MS-DOS, Mega Drive, Game Boy                                                                     | Sparatutto a scorrimento    |
| Z                               | 1996               | MS-DOS, PlayStation, Sega Saturn, Microsoft Windows, iOS, Android, macOS                                                                                       | Strategia in tempo reale    |
| Z: Steel Soldiers               | 2001               | Microsoft Windows | Strategia in tempo reale    |